# Gran Premio de Alemania de Motociclismo de 1960
El Gran Premio de Alemania de Motociclismo de 1960 fue la quinta prueba de la temporada 1960 del Campeonato Mundial de Motociclismo. El Gran Premio se disputó el 23 de junio de 1960 en el Circuito de Solitude.

## Resultados 500cc
Gracias a su cuarta victoria en cinco carreras, John Surtees ahora se aseguraba el título mundial del medio litro. MV Agusta volvió a ganar muy convincentemente, con Remo Venturi segundo y Emilio Mendogni tercero.
| Pos.    | Piloto                | Equipo    | Tiempo       | Pts. |
| ------- | --------------------- | --------- | ------------ | ---- |
| 1       | John Surtees          | MV Agusta | 1h 22' 32" 1 | 8    |
| 2       | Remo Venturi          | MV Agusta | +18" 7       | 6    |
| 3       | Emilio Mendogni       | MV Agusta | +1' 35" 1    | 4    |
| 4       | Dickie Dale           | Norton    | +2' 45" 5    | 3    |
| 5       | John Hempleman        | Norton    | +2' 56" 2    | 2    |
| 6       | Rudolf Gläser         | Norton    | +3' 29" 9    | 1    |
| 7       | Paddy Driver          | Norton    | +3' 51" 6    |      |
| 8       | Hans-Günther Jäger    | BMW       | +4' 01" 0    |      |
| 9       | Bert Schneider        | Norton    | +4' 44" 6    |      |
| 10      | Jacques Insermini     | Norton    | +1 Vuelta    |      |
| 11      | Alois Huber           | BMW       | +1 Vuelta    |      |
| 12      | Jack Findlay          | Norton    | +1 Vuelta    |      |
| 13      | Allen Krupa           | Norton    | +1 Vuelta    |      |
| 14      | Raymond Bogaerdt      | Norton    | +1 Vuelta    |      |
| 15      | Raymond Hanset        | Norton    | +1 Vuelta    |      |
| 16      | Walter Scheimann      | Norton    | +1 Vuelta    |      |
| 17      | Lothar John           | BMW       | +1 Vuelta    |      |
| 18      | Fritz Meyer           | BMW       | +2 Vueltas   |      |
| 19      | Karl Recktenwald      | Norton    |              |      |
| Ret     | Hans-Siegfried Gläser | Norton    | Ret          |      |
| Ret     | Evert Carlsson        | BMW       | Ret          |      |
| Ret     | Andreas Klaus         | Norton    | Ret          |      |
| Ret     | Gijs Oosterbaan       | Norton    | Ret          |      |
| Ret     | Tommy Robinson        | Norton    | Ret          |      |
| Ret     | Martinus Van Son      | Norton    | Ret          |      |
| Ret     | Klaus Hamelmann       | Münch     | Ret          |      |
| Ret     | Fritz Kläger          | Horex     | Ret          |      |
| Ret     | Ladi Richter          | Norton    | Ret          |      |
| Ret     | Jean-Pierre Bayle     | Norton    | Ret          |      |
| Ret     | Heinz Kauert          | Matchless | Ret          |      |
| Ret     | Jim Redman            | Norton    | Ret          |      |
| Fuente: |                       |           |              |      |

## Resultados 250cc
La carrera 250 fue ganada por Gary Hocking, que aprovechó el accidente al comienzo de Carlo Ubbiali: el piloto de Bérgamo aún logró recuperarse y llegar en segundo lugar. Cabe destacar el primer podio para Honda, con el japonés Teisuke Tanaka. 
La prueba de los 250 se vieron empañadas por el accidente que le costó la vida Bob Brown, que perdió el control de su moto en la curva de "Mahdental" chocando contra una cerca. Transportado al hospital en Stuttgart murió a causa de una fractura en la base del cráneo.
| Pos. | Piloto              | Moto         | Tiempo       | Pts. |
| ---- | ------------------- | ------------ | ------------ | ---- |
| 1    | Gary Hocking        | MV Agusta    | 1h 01' 07" 9 | 8    |
| 2    | Carlo Ubbiali       | MV Agusta    | +9" 5        | 6    |
| 3    | Teisuke Tanaka      | Honda        | +49" 8       | 4    |
| 4    | Dickie Dale         | MZ           | +50" 9       | 3    |
| 5    | Luigi Taveri        | MV Agusta    | +1' 05" 6    | 2    |
| 6    | Kunimitsu Takahashi | Honda        | +2' 36" 7    | 1    |
| 7    | Junio Sato          | Honda        |              |      |
| 8    | Heiner Butz         | NSU          |              |      |
| 9    | Günter Beer         | Adler RS     | +1 Vuelta    |      |
| 10   | Jack Murgatroyd     | NSU Sportmax | +1 Vuelta    |      |
| 11   | Michael Schneider   | NSU          | +1 Vuelta    |      |
| 12   | Walter Reichert     | NSU          | +1 Vuelta    |      |
| 13   | Xaver Heiss         | NSU          | +1 Vuelta    |      |
| 14   | Fritz Kläger        | NSU          | +1 Vuelta    |      |
| 15   | Martin Sicheneder   | Adler        | +1 Vuelta    |      |
| Ret  | Ernst Degner        | MZ           | Ret          |      |
| Ret  | John Hempleman      | MZ           | Ret          |      |
| Ret  | Jim Redman          | Honda        | Ret          |      |